# Carl-Henning Pedersen
Carl-Henning Pedersen (Copenhagen, 23 settembre 1913 – Copenhagen, 20 febbraio 2007) è stato un pittore danese e un membro chiave del movimento CO.BR.A..
Era conosciuto come lo "Chagall scandinavo" ed è stato uno degli artisti danesi più influenti della seconda metà del XX secolo. Era sposato con Else Alfelt, un'altra importante esponente del movimento CO.BR.A..

## Biografia

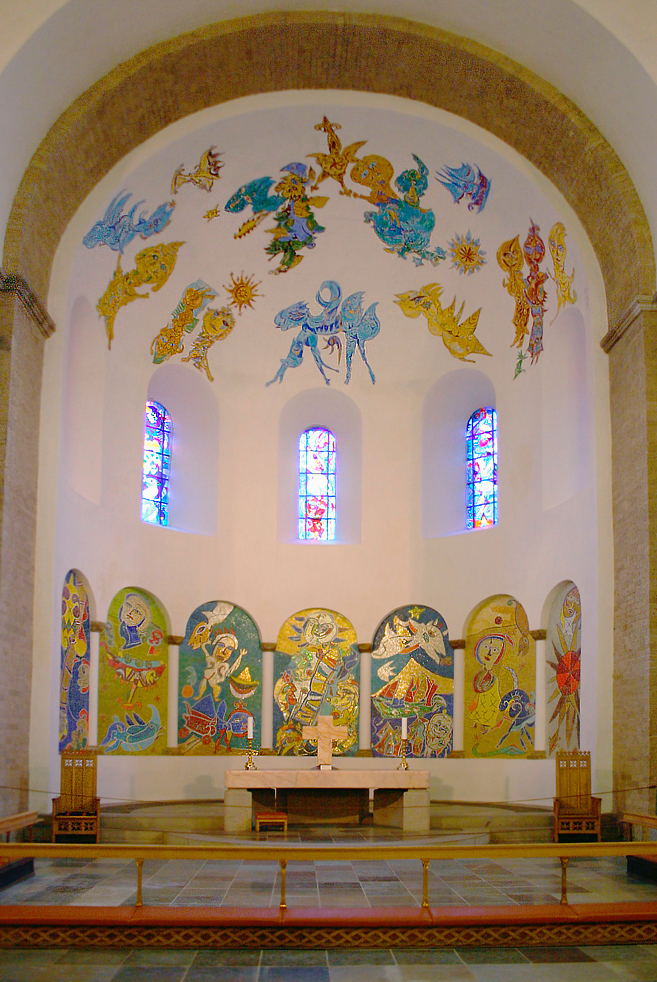
L'abside della Cattedrale di Ribe (Danimarca) decorata da Carl-Henning Pedersen.
In Danimarca, quest'opera ha segnato l'inizio delle decorazioni contemporanee nelle chiese antiche, suscitando però anche molte controversie.

Pedersen nacque a Copenaghen e crebbe in una zona povera vicino a Vigerslev Allé. Aveva convinzioni politiche radicali e nel 1933 si unì alla International Folk High School di Elsinore, dove conobbe la pittrice autodidatta Else Alfelt. Si sposarono nel 1934 e nello stesso anno nacque la loro prima figlia, Vibeke Alfelt. Fu Alfelt a incoraggiarlo a dipingere, e nel 1936 espose per la prima volta alla Kunstnernes Efterårsudstilling (Esposizione autunnale degli artisti) a Copenaghen, presentando quattro opere astratte. Il suo stile modernista era in contrasto con il realismo socialista preferito dai suoi amici comunisti, che lo snobbarono. Ebbe anche discussioni con Bertolt Brecht riguardo alla sua arte. Le sue opere astratte, con piani di colore piatto, emulavano i lavori dei cubisti e di Paul Klee.
Nel 1939 Pedersen viaggiò a piedi fino a Parigi, dove vide opere di Picasso e Matisse. Durante il viaggio di ritorno visitò a Francoforte sul Meno la mostra sull'"arte degenerata" (Entartete Kunst), trovando ispirazione nei dipinti esposti, in particolare nelle opere di Chagall, che influenzarono profondamente la sua arte per il resto della sua vita. Sua seconda figlia, Kari-Nina, nacque nel 1940. Durante l'occupazione nazista della Danimarca aderì al gruppo Høst e scrisse sulla pittura murale medievale danese per la rivista Helhesten, continuando a produrre opere astratte moderniste, considerate sovversive.
Nel 1948 lui e sua moglie furono tra i membri fondatori del movimento CO.BR.A., il cui nome deriva dalle città europee di appartenenza dei suoi fondatori: Copenaghen, Bruxelles e Amsterdam. Entrambi rimasero nel gruppo fino al suo scioglimento nel 1951, creando immagini libere e spontanee, caratterizzate da colori forti e fantastici. Pedersen vinse la Medaglia Eckersberg nel 1950 e la Guggenheim Fellowship nel 1958. Nel 1961 gli fu dedicata una retrospettiva al Carnegie Institute di Pittsburgh e nel 1962 rappresentò la Danimarca alla Biennale di Venezia. Nel 1963 ricevette la Medaglia Thorvaldsen.
Negli anni '60 e '70 si dedicò all'arte monumentale, creando grandi opere come il mosaico "Cosmic Sea" per l'Istituto H. C. Ørsted dell'Università di Copenaghen e il grande murale in ceramica "Fantasy Play Around the Wheel of Life" per il cortile Angli a Herning.
Dopo la morte di Else Alfelt nel 1974, Pedersen si trasferì in Borgogna negli anni '80, anche se la maggior parte del suo lavoro continuò a provenire dalla Danimarca. Sorprese molti accettando di ridipingere la cattedrale gotica di Ribe, lavorando su affreschi, vetrate e mosaici per illustrare storie della Bibbia dal 1983 al 1987. Realizzò anche sculture in bronzo e opere in olio e acquerello.
Morì a Copenaghen dopo una lunga malattia. Gli sopravvisse la sua seconda moglie, Sidsel Ramson.

## Il museo

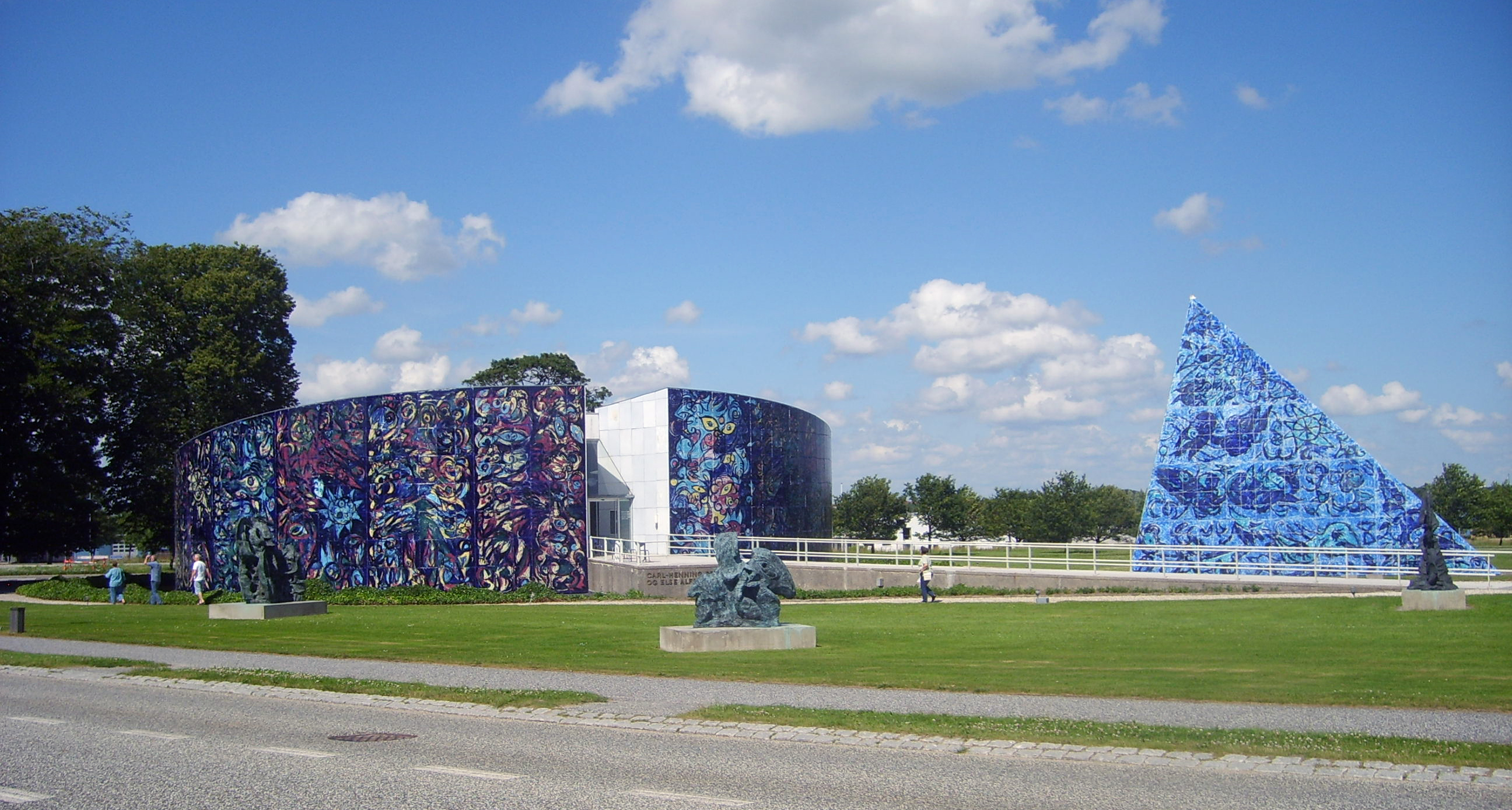
Carl-Henning Pedersen & Else Alfelts Museum a Birk, nei pressi di Herning, Danimarca

Il Carl-Henning Pedersen & Else Alfelts Museum si trova a Birk, vicino a Herning, in Danimarca. Il museo è stato progettato nel 1976 da C.F. Møller (1898-1988). Famoso per la sua riluttanza a vendere le proprie opere, Pedersen ne donò migliaia al museo, che oggi ospita una vasta collezione di dipinti, acquerelli, sculture e mosaici della coppia di artisti Carl-Henning Pedersen e Else Alfelt.